# Muzeum duší z očistce
Museo delle anime del Purgatorio (italský název pro Muzeum duší z očistce) je muzeum v Římě, které se nachází na adrese Lungotevere Prati 12, v sakristii Chiesa del Sacro Cuore del Suffragio . 

## Historie
Na místě dnešního kostela stála kaple, kterou zničil v roce 1897 oheň. Když se francouzský kněz Victor Jouët do kaple dostal, uviděl na zdi za oltářem lidskou tvář nesoucí smutný a melancholický výraz, která byla zahalená plameny. Věřil, že se jedná o duši zesnulého muže z očistce, která se zkouší dostat do kontaktu s lidmi na zemi.
Po této události otec Jouët založil v Římě Sdružení proseb za duše v očistci a rozhodl se, že vytvoří muzeum věnované duším v očistci, aby tak šířil zbožnost k těmto duším. Proto cestoval po celé Evropě a získával příběhy žijících lidí, kteří se setkali s dušemi z očistce, které je žádaly o modlitby. Při svých cestách a získávání artefaktů také sbíral peníze na vybudování nového kostela na místě kaple.

## Sbírka
Sbírka muzea je umístěna do jediné místnosti v sakristii v kostele Božského Srdce Ježíšova (Chiesa del Sacro Cuore del Suffragio) a obsahuje přibližně 15 předmětů spojených se zjeveními duší z očistce. 
Sbírka zahrnuje například: 
- otisk tří prstů ruky na modlitební knize patřící Marii Zagandi, které zanechala její zesnulá kamarádka Palmira Rastelli v roce 1871. Svou kamarádku Palmira požádala, aby za ni její bratr kněz Sante Rastelli sloužil mše.
- ohnivé otisky rukou na německé modlitební knize Georga Schitza, které jsou od jeho bratra Josefa z 21. prosince 1838.
- otisk ruky a kříže na dřevěném stole ctihodné Kláry Isabely Fornari, abatyše kláštera klarisek sv. Františka v Todi (Itálie).[1]
- fotografie originálu ohnivých otisků rukou na zástěře sestry Marie Herendorpsové a na okrajích povlečení v benediktinském klášteře v německém Vestfálku. Zanechala je sestra Chiara Schoelers v sobotu 13. října 1696, která zemřela během moru v roce 1637.[3]